# ديفون سميث
ديفون سميث ولد 8 نوفمبر 1994وهو لاعب كرة قدم أمريكي لصالح فريق أرلينغتون من ايكس اف ال. لعب كرة القدم الجامعية في ميشيغان ، وتم توقيعه لاعبًا حر مع ميامي دولفينز في عام 2017. لعب لصالح أورلاندو أبولوس من تحالف كرة القدم الأمريكية اي اي اف وتامبا باي فايبرز من ايكس اف ال.